# 皇帝市
皇帝市是加拿大安大略省皇帝鎮的一個非建制地區，位於多倫多以北40（25英里）處。它是皇帝鎮最大的社區。據2021年加拿大人口普查，該地區擁有2,730套住宅，人口為8,396人。

## 市政

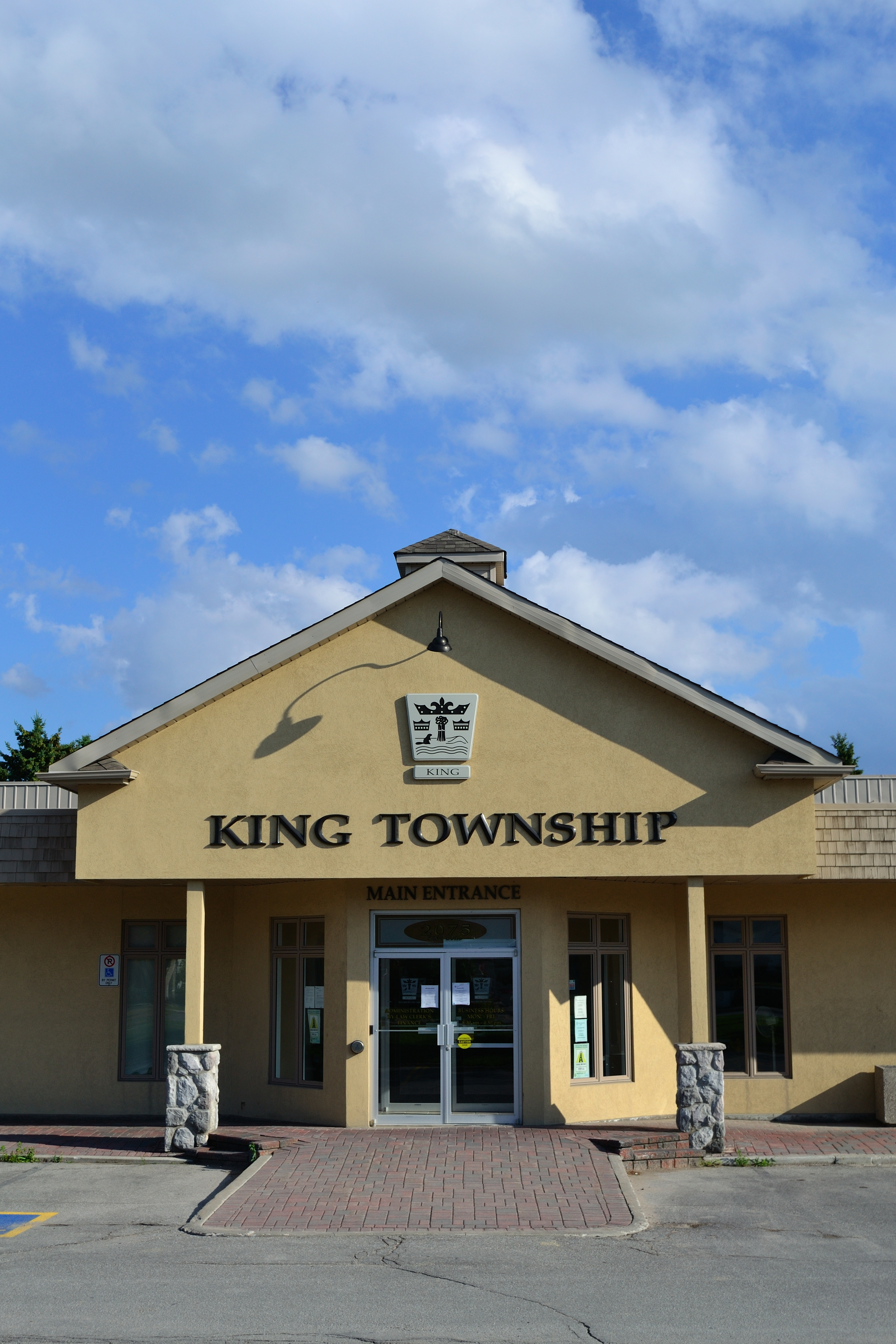
皇帝市廣場（King City Plaza）

皇帝市沒有自己的市政府，它在皇帝鎮議會中由第1區及第5區的兩名議員代表。第1區覆蓋基爾街以東的皇帝市區域，包括Eversley、Snowball及Temperanceville社區。第5區包括皇帝市西部直至400號公路的部分。

### 交通
過去十年來，隨著重型車輛數量大幅增加，皇帝道（King Road）的交通已成為一個令人擔憂的問題。尤其是附近橡樹嶺（Oak Ridges）新分區建築工地的自卸貨車經由皇帝道到達400號公路。前往奧羅拉及列治文山的貨車也使用皇帝道作為繞道。

皇帝鎮與皮爾區接壤，後者已推動將427號公路從目前的7號公路北端盡頭延伸至布拉德福德繞道。該延伸道路將與皇帝鎮接壤，引發人們對鄉郊地區噪音污染的擔憂。

## 教育
辛力加學院皇帝鎮校區位於皇帝市，是皇帝鎮唯一的高等教育機構，也是當地主要雇主之一。
與安大略省其他地區一樣，皇帝市有兩個公共教育體系，即約克區教育局及約克天主教教育局。
皇帝市中學是一所公立學校，為皇帝鎮的學生提供服務。學生人數約為1100人，課程內容適中但多樣化。學校設有全尺寸400米的室外跑道及足球場。
在公立學校系統中，皇帝市公立學校（King City Public School）為社區小學生服務。聖名天主教學校（Holy Name Catholic School）為天主教學校系統內的學生提供教育。
此外，該社區還有私人機構提供教育服務：
- 皇帝市蒙特梭利學校（King City Montessori School），幼稚園及學前班
- 郊野日校（The Country Day School），幼稚園至12年级
- 聖多默烏伊拉諾華書院（英语：Villanova College (Canada)）（St. Thomas of Villanova College）

## 康樂
皇帝市社區中心及皇帝市運動場舉辦眾多活動，例如青少年冰球聯賽及瑜伽課程。它們還全年舉辦許多社區活動以及為皇帝鎮的公眾會議提供場地。
該市有男女小童的冰球、網球、足球及棒球會，許多球會還提供其他享受及學習的途徑。
運動場旁邊的皇帝市紀念公園（King City Memorial Park）有兩個棒球場、數個足球場、兩個兒童遊樂場及四個網球場（其中兩個有照明）。另有一個有頂棚的開放區域用於公眾活動及野餐。
橡樹嶺小徑（Oak Ridges Trail）的一部分穿過皇帝市。該地正在設立自己的步道網絡，定名為「皇帝市小徑」（King City Trail）。目前兩個網絡尚未連接。

## 景點

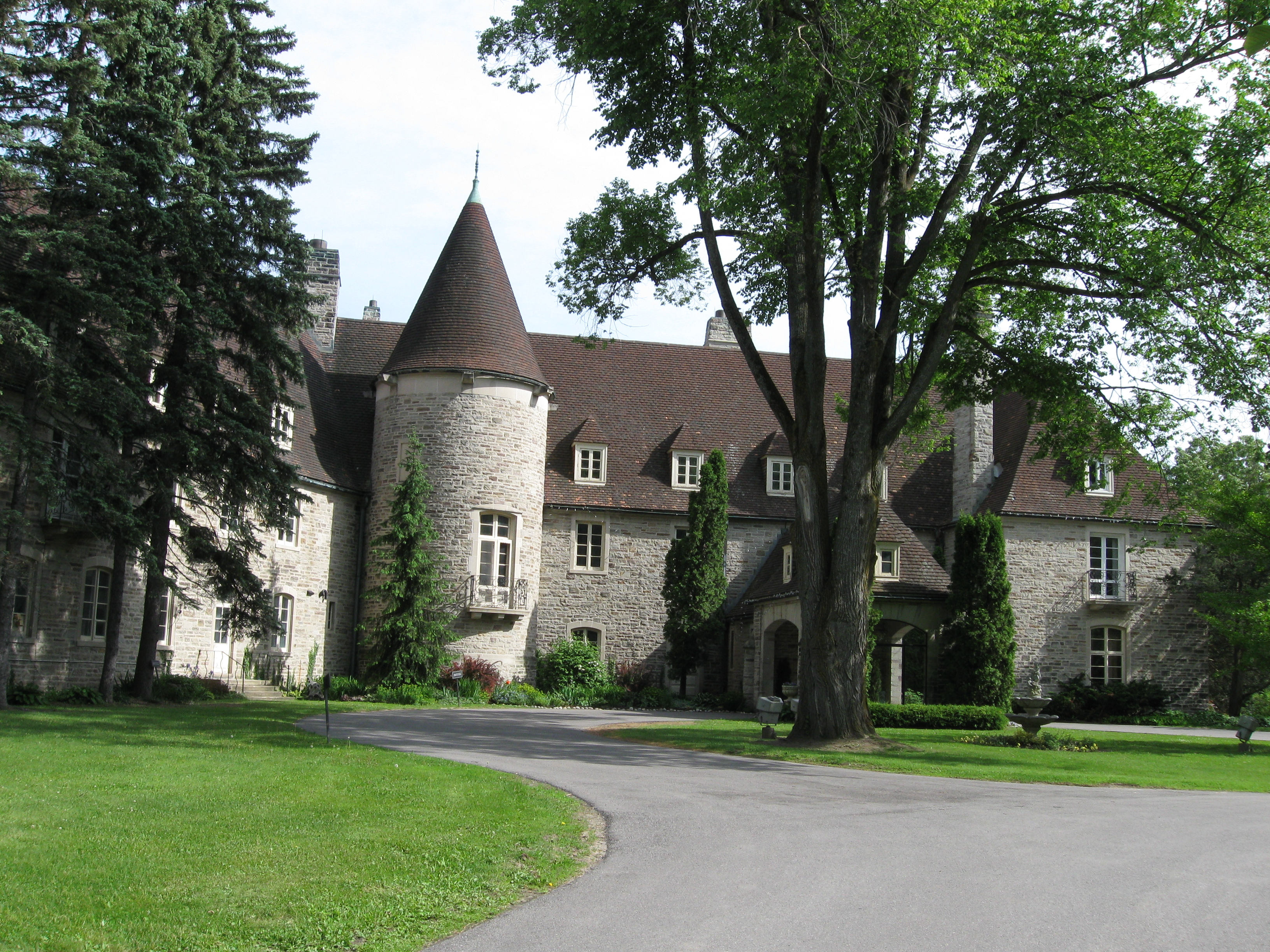
伊頓堂

- 伊頓堂（Eaton Hall），位於辛力加學院皇帝鎮校區
- 皇帝橋中心（Kingbridge Centre），會議場地
- 皇帝鎮傳統及文化中心（King Heritage & Cultural Centre），前稱皇帝鎮博物館（King Township Museum）
- 滑板公園（Skateboard Park），位於皇帝市社區中心及皇帝市運動場

## 運輸

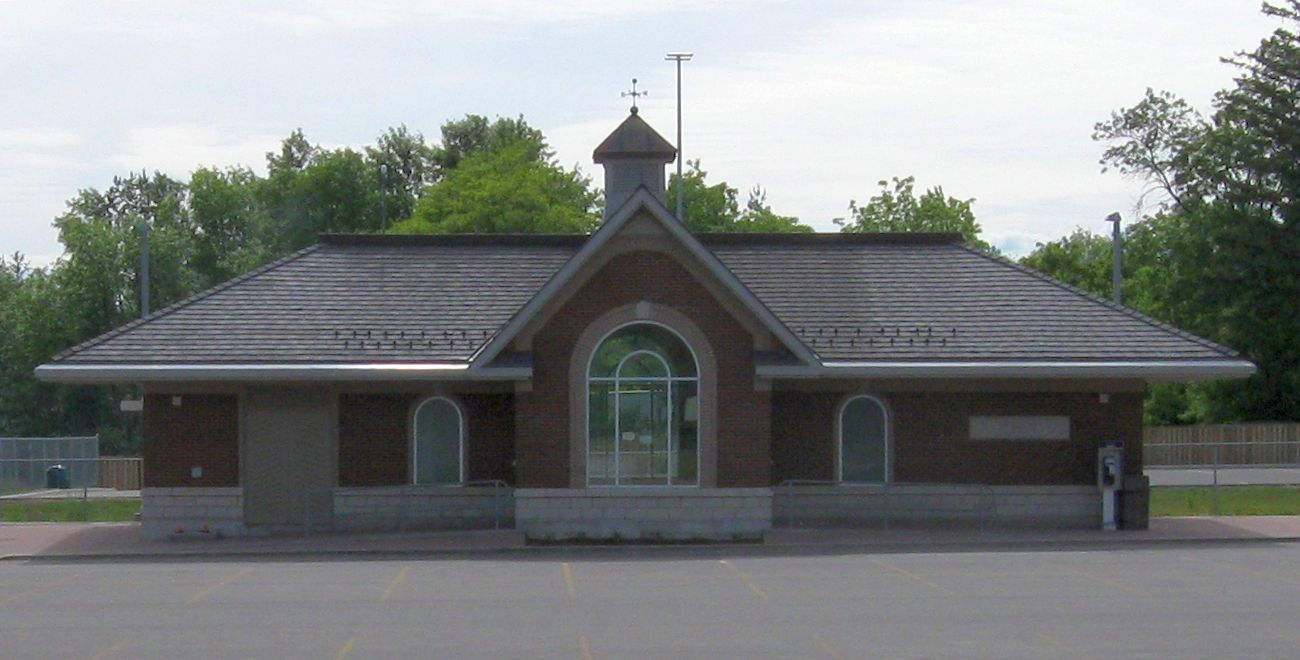
皇帝市GO車站

皇帝市由GO運輸在巴里線上提供每日的火車服務。來自皇帝鎮及旺市部分地區的乘客在該鎮南端的皇帝市GO車站乘搭火車。GO運輸還提供工作日從皇帝市GO車站出發的巴士服務，目的地南至多倫多，北至巴里。
皇帝市的巴士服務也由約克區公車局提供。32線、88線及90線在辛力加學院皇帝鎮校區停靠。在2005年，約克區公車局另推出了22皇帝市路線，從辛力加學院出發穿過布盧明頓道（Bloomington Road），前往央街（Yonge Street），再經皇帝道（King Road）及邦德坊（Bond Crescent）前往皇帝市，然後沿著基爾街（Keele Street）行駛到旺市的楓樹（Maple）GO車站。
400號公路沿皇帝市西端經過該地。它是連接皇帝市與附近眾多社區的主要幹道，也是400系列公路的一部分。皇帝市位於其43號皇帝道出口。

### 腳註
1. 1 2  . Census Profile, Canada 2021 Census. Statistics Canada. 9 February 2022  [12 February 2022]. （原始内容存档于2022-02-15）.
2. ↑  明報：置業頻道. . www.mingpaocanada.com.   [2023-07-19].
3. ↑  明報：置業頻道. . www.mingpaocanada.com.   [2023-07-19]. （原始内容存档于2017-08-13）.
4. ↑  .   [2023-07-19]. （原始内容存档于2007-09-27）.

## 外部連結
- Township of King – official website （页面存档备份，存于）

43°55′43.0″N 79°31′41.5″W / 43.928611°N 79.528194°W